# 李心释
李心释（1971年—），原名李子荣，生于浙江瑞安。中国诗人、作家。南京大学毕业，语言学博士。曾游学美国哈佛大学。现任西南大学教授。

## 經歷
- 1999-2001：报社编辑
- 2005-2006：大学任教
- 2007：国外访问
- 2009-：大学教授

## 主要作品
- 《“语言”的语言迷途》 上海教育出版社
- 《汉、壮语接触研究》 中国社会科学出版社